# Parafia Świętych Apostołów Piotra i Pawła w Rąbiniu
Parafia św. Piotra i Pawła w Rąbiniu – jedna z dziewięciu parafii dekanatu krzywińskiego w archidiecezji poznańskiej.

## Msze święte
| dni powszednie                 | niedziele | święta w dni pracy |
| ------------------------------ | --------- | ------------------ |
| 18:00 Z                        | 8:00      | 11:00              |
| 19:00 L                        | 9:30      | 17:00              |
| L – czas letni Z – czas zimowy | 11:00     | 19:00              |

Tabela zawiera informacje, pochodzące z serwisu archidiecezji

## Historia
Niegdyś parafię swym zasięgiem obejmował dekanat kościański, a jej skład tworzyły 4 wsie.
W krótkiej notatce zamieszczonej w Słowniku geograficznym Królestwa Polskiego czytamy:

W skład par. wchodzą: Donatowo, Jeleńczewo, Rąbin i Rąbinek.